# Surto de vírus Ébola na República Democrática do Congo em 2017

A República Democrática do Congo

A República Democrática do Congo (RDC) foi identificada pela Organização Mundial da Saúde (OMS) em 11 de maio de 2017 como tendo uma morte relacionada ao Ébola.
Em 8 de junho de 2017, havia cinco casos confirmados e três prováveis. Destes, quatro sobreviveram e quatro morreram. As áreas afetadas da RDC são Mabongo (uma confirmada), Ngayi (uma provável) e Nambwa (quatro confirmadas e duas prováveis) na zona de saúde de Likati. De acordo com a OMS, "a modelagem sugere que o risco de novos casos é atualmente baixo, mas não insignificante ... Até 8 de junho, 83% dos cenários simulados não prevêem mais casos nos próximos 30 dias".
De acordo com o Centros de Controle e Prevenção de Doenças dos EUA, "Ebola ... é uma doença rara e mortal causada por infecção por uma das espécies do vírus Ebola. O Ebola pode causar doenças em seres humanos e primatas não humanos (macacos, gorilas e chimpanzés). " O ébola foi identificado pela primeira vez em 1976, perto do rio Ebola, na RDC.
De acordo com o "Observatório Global de Saúde" da OMS, a população da RDC em 2015 era de 77.267.000. Em 1 de julho de 2017, o ministro da Saúde Pública da RDC, Dr. Oly Ilunga Kalenga, declarou que o país havia passado um período de 42 dias sem novos casos registrados e, portanto, o surto terminou. Um surto subsequente de Ébola foi declarado pela OMS em 8 de maio de 2018, na província noroeste de Équateur.

## Epidemiologia
O primeiro "relatório de situação" da OMS em 15 de maio de 2017 listou 19 casos suspeitos e 3 mortes. A primeira pessoa a solicitar tratamento foi um homem de 39 anos.
Em 16 de maio, a OMS indicou que havia 21 casos suspeitos e 3 mortes. Aproximadamente 400 indivíduos adicionais estavam sendo monitorados na mesma região da RDC.
Em 17 de maio, a OMS disse que o número de indivíduos sendo monitorados havia aumentado para cerca de 416, enquanto no dia seguinte, o número de casos confirmados e suspeitos havia aumentado para 29.
Em 24 de maio, 520 indivíduos foram relatados para estar na lista de contatos para monitorar seu estado de saúde. Desses, 226 haviam completado 21 dias de monitoramento. Em 27 de maio, 30 casos haviam sido reclassificados como não relacionados ao Ébola.

## Virologia
O subtipo de ebolavírus Zaire foi confirmado no surto atual, da família Filoviridae. É um vírus de RNA de fita simples, com uma taxa de mortalidade de 60 a 90% (a mais alta entre as cepas).
Foi relatada uma mortalidade extraordinariamente alta na população suína local. Uma investigação sobre possíveis causas está sendo considerada.